# 64-й отдельный гвардейский танковый полк прорыва
64-й отдельный гвардейский Митавский танковый полк прорыва — воинское подразделение Вооружённых сил СССР в Великой Отечественной войне.
Сокращённое наименование — 64-й гв. оттп.

## Формирование и организация
Начал формироваться в Костеревский ТВЛ в июле 1943 г. на основании Директивы ГШКА № 39561 от 12.07.1943 г. на базе 565-го отд. танкового батальона. Комплектование должно было закончиться к 30 июля 1943 г. Полевая почта - 29159.
13 февраля 1944 г. Директивой ГШКА № Орг/3/305512 от 13.02.1944 г. переформирован в 64-й гв. тяжелый танковый полк.

## Подчинение
В составе действующей Армии:
- с 08.08.1943 по 15.01.1944 года.
- с 01.07.1944 по 09.05.1945 года.

| Дата            | Фронт (округ)            | Армия      | Корпус                                  | Дивизия | Бригада |
| --------------- | ------------------------ | ---------- | --------------------------------------- | ------- | ------- |
| 01.08.1943 года | Московский военный округ |            |                                         |         |         |
| 01.09.1943 года | Западный фронт           |            |                                         |         |         |
| 01.10.1943 года | Западный фронт           | 21-я армия |                                         |         |         |
| 01.11.1943 года | Западный фронт           | 33-я армия |                                         |         |         |
| 01.12.1943 года | Западный фронт           | 33-я армия |                                         |         |         |
| 01.01.1944 года | Западный фронт           |            |                                         |         |         |
| 01.02.1944 года | Московский военный округ |            |                                         |         |         |
| 01.03.1944 года | Московский военный округ |            |                                         |         |         |
| 01.04.1944 года | Московский военный округ |            |                                         |         |         |
| 01.05.1944 года | Московский военный округ |            |                                         |         |         |
| 01.06.1944 года | Московский военный округ |            |                                         |         |         |
| 01.07.1944 года | 1-й Прибалтийский фронт  |            |                                         |         |         |
| 01.08.1944 года | 1-й Прибалтийский фронт  |            |                                         |         |         |
| 01.09.1944 года | 1-й Прибалтийский фронт  | 51-я армия |                                         |         |         |
| 01.10.1944 года | 1-й Прибалтийский фронт  |            | 3-й гвардейский механизированный корпус |         |         |
| 01.11.1944 года | 1-й Прибалтийский фронт  | 61-я армия | 3-й гвардейский механизированный корпус |         |         |
| 01.12.1944 года | 1-й Прибалтийский фронт  |            | 3-й гвардейский механизированный корпус |         |         |
| 01.01.1945 года | 1-й Прибалтийский фронт  |            | 3-й гвардейский механизированный корпус |         |         |
| 01.02.1945 года | 1-й Прибалтийский фронт  |            | 3-й гвардейский механизированный корпус |         |         |
| 01.03.1945 года | 1-й Прибалтийский фронт  |            | 3-й гвардейский механизированный корпус |         |         |
| 01.04.1945 года | Курляндская группа войск |            | 3-й гвардейский механизированный корпус |         |         |
| 01.05.1945 года | Курляндская группа войск |            | 3-й гвардейский механизированный корпус |         |         |

## Боевой и численный состав полка
Сформирован по штату № 010/267. в составе 21 танка КВ-1С, численностью 214 человек или английских тяжелых танков MK.VI «Черчилль», численностью 206 человек.
Звание «гвардейский» с утверждением этого штата присваивалось сразу по директиве на формирование полка. Задача такой части — в тесном взаимодействии с пехотой и артиллерией прорывать глубокоэшелонированную оборону противника.

## Командный состав полка

### Командиры полка
- Николов Владимир Георгиевич, подполковник, с мая 1943 года[1][2];
- Егоровский, Александр Александрович, полковник (25.01.1945 тяжело ранен) 09.01.1945 — 25.01.1945 года

### Заместитель командира по политической части
- Бердичевский Леонид Афанасьевич, на 07.1944 года.[3]

## Награды и наименование
| Награда                           | Дата                                                                        | За что получена |
| --------------------------------- | --------------------------------------------------------------------------- | --- |
| Почётное звание«Гвардейский»      |                                                                             | При формировании |
| Почётное наименование «Митавский» | Присвоено приказом Верховного главнокомандующего № 159 от 31 июля 1944 года | В ознаменование одержанной победы соединения и части, наиболее отличившиеся в боях за овладение городом Елгава (Митава) |

## Отличившиеся воины
| Награда | Фамилия Имя Отчество             | Дата Указа | Должность                                                                             | Звание                    | Примечания                    |
| ------- | -------------------------------- | ---------- | ------------------------------------------------------------------------------------- | ------------------------- | ----------------------------- |
|         | Бердичевский, Леонид Афанасьевич | 24.03.1945 | заместитель командира 64-го отдельного гвардейского тяжёлого танкового полка          | гвардии подполковник      | Погиб в бою 31 июля 1944 года |
|         | Рубан, Николай Афанасьевич       | 24.03.1945 | командир взвода тяжёлых танков 64-го отдельного гвардейского тяжёлого танкового полка | гвардии старший лейтенант | Умер от ран 31 июля 1944 года |